# Kebun Dalam
Kebun Dalam is een bestuurslaag in het regentschap Mesuji van de provincie Lampung, Indonesië. Kebun Dalam telt 2806 inwoners (volkstelling 2010).